# أليستير سميث
أليستير سميث (بالإنجليزية: Alistair Smith)‏ هو لاعب كرة قدم بريطاني، ولد في 1999. لعب مع Loughborough Dynamo F.C. ‏.